# Llonguet
El llonguet o panet francès és un tipus de pa petit ovalat amb un solc a la part superior. Està fet amb farina de força, aigua, rent i sal. És un panet de crosta consistent i de molla fluixa que es fa servir principalment per a fer-ne entrepans.

## Elaboració
La pasta del llonguet es plega i s'enrotlla diverses vegades abans de formar-ne una peça allargada en forma de tronc. Aquest tronc es talla en rodanxes d'uns 100 grams i es col·loquen damunt un pedaç enfarinat amb plecs (per a evitar que s'arribin a tocar quan augmentaran de volum). Abans d'enfornar-los se'ls fa un tall al mig, que els donarà seva fesomia característica quan seran cuits.
El llonguet és de les primeres peces que s'enfornen perquè de seguida és cuit. Com que a més a més fa baixar lleugerament la temperatura del forn i hi aporta la humitat adient, tot seguit s'hi pot coure com cal la resta de pans o coques.

## Curiositats
- Són presents als forns d'arreu de l'illa de Mallorca. També en trobam versions molt semblants a Brasil (Pão francês) o a Xile (marraqueta).

- Els habitants de Palma són coneguts amb el malnom de llonguets. Per la festa patronal de Sant Sebastià de 2015 el col·lectiu ciutadà Orgull Llonguet va reivindicar el llonguet com a senya identitària local com a part d'una iniciativa per a potenciar la participació ciutadana a les celebracions de la ciutat.[3]